# Pase lo que pase
Pase lo que pase fue un programa de televisión chileno de entretenimiento transmitido desde mayo de 1998 hasta octubre de 2002 en Televisión Nacional de Chile. Fue conducido por Felipe Camiroaga y Karen Doggenweiler. Después terminaron en la animación Julián Elfenbein y Tonka Tomicic.
Se caracterizaba por hacer sketches de humor en donde se hizo reconocido el personaje del "Washington" de Felipe Camiroaga, además de realizar muchos concursos como "¿Qué es este aparatito?" o juegos con cartas como el "21 Real" (Blackjack). 
En 2001, el programa editó un disco, llamado La banda del Pase lo que pase, donde sus animadores incursionaron como cantantes. El álbum fue grabado en Argentina y producido por Warner Music, logró disco de oro en Chile.
En marzo de 2002 renuncia Karen Doggenweiler, quien emigra al matinal Buenos días a todos a reemplazar a Margot Kahl luego de la partida de esta última a Canal 13. El programa vespertino queda cargo de la animación Felipe Camiroaga y Julián Elfenbein, además se integra Axé Bahia. 
En junio de 2002, Felipe Camiroaga deja el espacio y lo reemplaza Julián Elfenbein hasta que termina el Mundial Corea-Japón 2002, debido a que el presentador decidió enfocarse más en la conducción del estelar Con mucho cariño junto a Tati Penna, la cantante Myriam Hernández y el periodista Mauricio Bustamante. Al mes siguiente, Axé Bahia deja el espacio debido a su gira internacional.
La salida de sus animadores y una sostenida baja de audiencia iniciada desde finales de 2001 y agravada por todo 2002 ante el éxito de Mekano de Mega, llevaron a la finalización del programa el 25 de octubre de 2002. 

## Equipo

### Presentadores
- Felipe Camiroaga (1998-2002)
- Karen Doggenweiler (1998-2002)
- Julián Elfenbein (2002)
- Tonka Tomicic (2002)

### Panelistas
- Fernando Larraín (2000-2001)
- Krishna de Caso (2001)
- Willy Sabor (2000-2001)
- Fernando Farías
- Bárbara Rebolledo (1998-2001)
- Julián Elfenbein (1998-2001)
- Alejandro Rahmer
- Germán Valenzuela (2000-2002)
- Marcela Álamos (2000-2002)

### Música
- Oscar Véliz - Director Musical / Teclado
- Andrés Jeraldo - Corista y Guitarrista
- Daniela Aleuy - Corista
- Mariela Muñoz - Corista

### Participaciones especiales
- Axé Bahia (2002)
- Guru Mello

## Curiosidades
- El primer director del programa, Alejandro Ravani, llegó a la creación del mismo luego de quedarse sin espacio para dirigir, esto tras la partida del emblemático franjeado infantil Cachureos a Canal 13.